# Rue Trappé
La rue Trappé est une rue du centre de Liège reliant la place des Béguinages à la rue Saint-Gilles

## Odonymie
Le baron Jean Herman de Trappé  (1760-1832) est un poète et écrivain liégeois, bienfaiteur des hospices.

## Description
Cette rue plate et rectiligne d'une longueur d'environ 155 m fut créée en 1857. Elle applique un sens unique de circulation automobile depuis la place des Béguinages vers la rue Saint-Gilles.

## Voies adjacentes
- Place des Béguinages
- Impasse Nihard
- Rue Rutxhiel
- Rue Saint-Gilles